# Лубенський карабінерний полк
Лубенський карабінерний полк (рос. дореф. ) — кавалерійський полк російської імператорської армії що почав формуватися з 1783 та існував до 1789 року (був об'єднаний з Переяславським карабінерним полком). Початково складений переважно з вибірних козаків із сотень колишніх козацьких Лубенського та Прилуцького полку Гетьманщини.

## Історія
З ліквідацією полкового устрою на Гетьманщині, указом Катерини ІІ від 28 червня у 1783 року наказувалось з колишніх 9 козацьких полків сформувати 10 кінних полків. Генерал-фельдмаршал граф Румянцев, який займався реформуванням, у ході тривалої переписки з імператрицею переконав її увести певні зміни, що стосувались соціальних та військових аспектів реформи. Це відобразилось на тому, що на початку 1784 року було дозволено полки, що досі формувались «именовать карабинерными». Усі десять полків були укомплектовані здебільшого вибірними козаками із колишніх полкових сотень, крім того між цими полками на 10 рівних частин розбивалися люди і коні з колишніх трьох легкокінних полків (Київський, Сіверський, Чернігівський) які до 1775 року були компанійськими.
Відомо з яких полкових сотень Лубенського та Прилуцького полків набирались у карабінери колишні виборні козаки:
| Назва колишнього козацького полку                                    | З яких сотень колишніх козацьких полків проводився відбір у Лубенський карабінерний полк |
| -------------------------------------------------------------------- | ---------------------------------------------------------------------------------------- |
| Лубенський полк                                                      |                                                                                          |
| Першолубенської                                                      |                                                                                          |
| Друголубенської                                                      |                                                                                          |
| Снітинської                                                          |                                                                                          |
| Чорнуської                                                           |                                                                                          |
| Городиської                                                          |                                                                                          |
| Першосенчанської                                                     |                                                                                          |
| Другосенчанської                                                     |                                                                                          |
| Першолохвицької                                                      |                                                                                          |
| З частини Друголохвицької (з селищ ближчих до Першолохвицької сотні) |                                                                                          |
| З частини Янишпільської (з селищ ближчих до Друголохвицької сотні)   |                                                                                          |
| Прилуцький полк                                                      |                                                                                          |
| Журавської                                                           |                                                                                          |
| Першоварвинської                                                     |                                                                                          |
| Друговарвинської                                                     |                                                                                          |
| Срібнянської                                                         |                                                                                          |
| З частини Красноколядинської (з селищ ближчих до Срібнянської сотні) |                                                                                          |

У червні 1789 року Лубенський карабінерний полк об'єднався з Переяславським карабінерним полком утворивши 12-ескадронний Переяславський кінно-єгерський полк.